# 社会学の社会学
社会学の社会学（しゃかいがくのしゃかいがく、英: Sociology of Sociology)とは、社会学という学問そのものを研究対象として批判的に分析する社会学の一分野である。1960年代よりアメリカ合衆国を中心に活発化してきた社会学における潮流であり、ラディカル社会学（英: Radical Sociology）、自己反省の社会学（英: Reflexive Sociology）とも呼ばれる。
このような同義反復を思わせる特異なジャンルが存在するのは、社会学が他の社会科学には見られない独自の観点に立っていることのあらわれでもある。

## 概要
社会学の社会学は、社会学という学問がどのような社会的役割を担い、いかなる社会的条件によって制約を受けるかを究明する科学社会学の一分野とされ、これまで築き上げられてきた社会学の諸理論を社会学者自らが批判的に検討し、変革を促していこうとするものである。
社会学は、オーギュスト・コント以来の経済・政治・文化などを包摂した知的総合体として構想されていたが、そのような“好き嫌いのない大食漢”のような「何でも扱ってしまう」対象の広範さは、かなり以前から伝統的・規範的な学問分野や学際化に違和感を覚える保守的知識人からの批判にさらされていた。そのような中で社会学の学問としての独自性を求める動きと同時に、より細かい専門分野へと特化していく傾向が強くなっていった。
しかし、このような専門分化が進むことによって「何でも扱ってしまう」傾向に拍車がかかり、社会にあるすべての現象が社会学の研究対象とみなされるようになってきた。このような状況の中で、社会学の学問としての特性が見失われてくるようになってきたために、社会学者の中から「社会学の学問的意義と役割」についての疑問が起こってきた。つまり、自己のうちに様々な問題を抱えながら社会の諸現象を批判的に取り扱い、自らのあり方を棚上げにしてきたことに対する社会学内部からの批判として起こってきたのである。